# Garnik Shahbandari
Garnik Shahbandari (in persiano گارنیک شه‌بندری‎; ...) è un ex calciatore iraniano, di ruolo centrocampista.

## Carriera

### Club
Ha sempre giocato nel campionato iraniano.

### Nazionale
Con la nazionale ha vinto la Coppa d'Asia 1976.